# Game Boy Advance Wireless Adapter

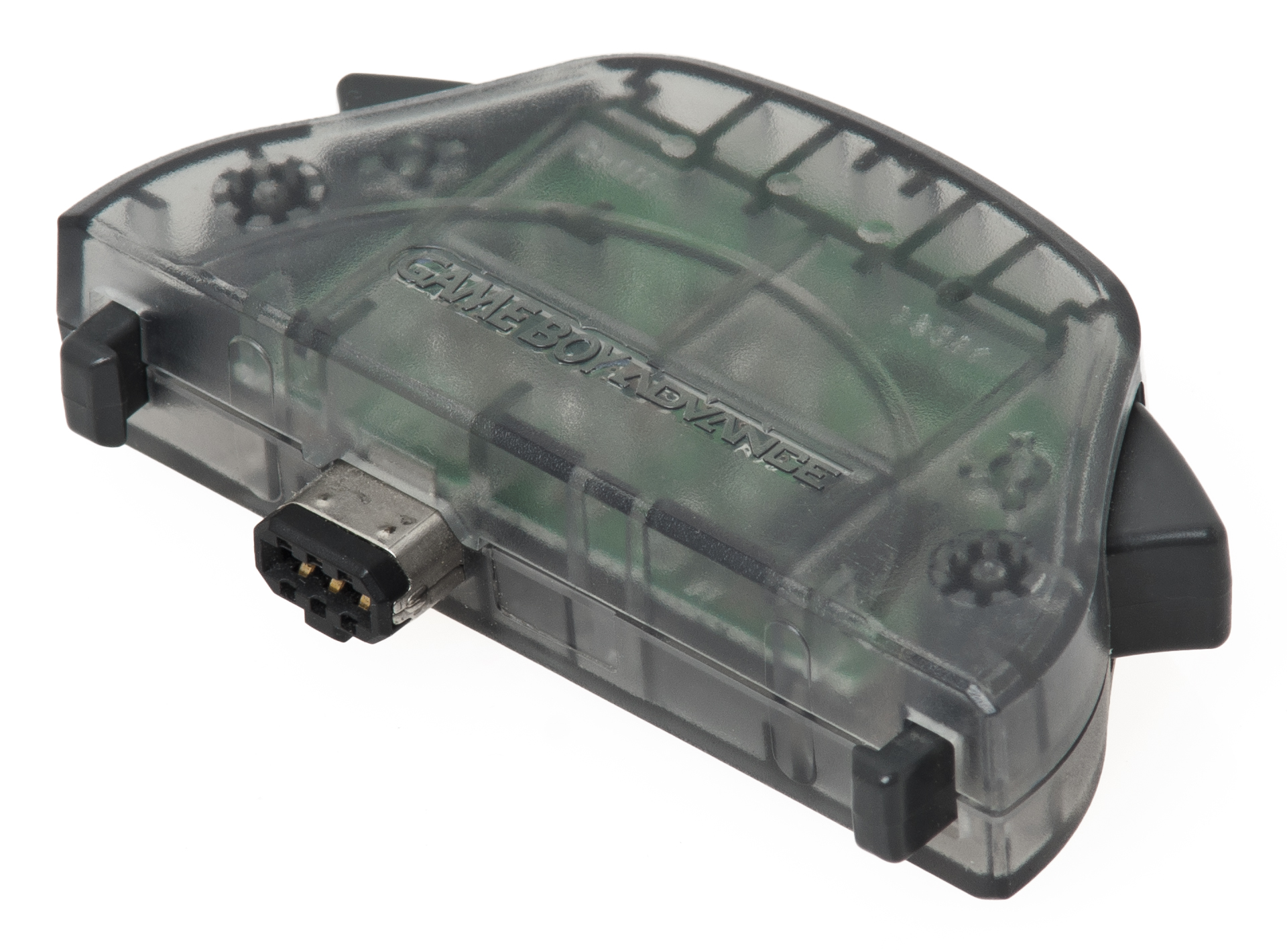
O GBA Wireless Adapter.

O Game Boy Advance Wireless Adapter é um acessório para o Game Boy Advance lançado pela Nintendo em 2004 que permite conectividade sem fio entre GBAs, é uma alternativa ao cabo Game Link.
O acessório permite conectividade entre os portáteis até 3 metros de distância, aproximadamente 30 jogos são compatíveis com o acessório.
Posteriormente com o lançamento do sucessor do Game Boy Advance, o Nintendo DS, a Nintendo já embutiu a conectividade Wi-Fi no console.